# 산 해리 상수
산 해리 상수(酸解離常數, 영어: acid dissociation constant) (기호: Ka)는 용액에서 산의 강도를 정량적으로 측정한 것이다. 산 이온화 상수(영어: acid-ionization constant), 산도 상수(酸度常數, 영어: acidity constant)라고도 한다. 산 해리 상수는 다음과 같은 화학 반응에 대한 평형 상수이다.
{\displaystyle {\ce {HA <=> A^- + H^+}}}
산-염기 반응의 맥락에서 해리로 알려져 있다. 화학종 HA는 산의 짝염기인 A−와 수소 이온인 H+로 해리되는 산이다. 정반응과 역반응이 모두 동일한 속도로 일어나기 때문에 반응계는 구성 요소의 농도가 시간이 지남에 따라 변하지 않을 때 평형 상태에 있다고 한다.
산 해리 상수 Ka는 다음과 같은 식으로 정의된다.
{\displaystyle K_{\text{a}}=\mathrm {\frac {[A^{-}][H^{+}]}{[HA]}} ,} 또는
{\displaystyle \mathrm {p} K_{{\ce {a}}}=-\log _{10}K_{\text{a}}=\log _{10}{\frac {{\ce {[HA]}}}{[{\ce {A^-}}][{\ce {H+}}]}}}
여기서 대괄호 표시는 평형 상태에서 화학종의 농도를 나타낸다.

## 같이 보기
- 해리 상수

## 주해
1. ↑  수소 이온은 용액에 그대로 존재하지 않는다. 수소 이온은 용매 분자와 결합한다. 용매가 물일 때 하이드로늄 이온을 형성한다. H+ + H2O →  H3O+. 이 반응은 정량적이기 때문에 화학 평형의 맥락에서 무시할 수 있다.
2. ↑  K값보다 pK값을 인용하는 것이 일반적이다. pK = −log10 K. pKa는 보통 산 해리 상수로 언급되지만 pKa가 해리상수의 여대수(餘對數, cologarithm)이기 때문에 엄밀히 말하면 이것은 정확하지 않다.
3. ↑  활동도 계수의 지수 {\displaystyle {\frac {\gamma _{AH}}{\gamma _{A^{-}}\gamma _{H^{+}}}}}는 주어진 실험 조건에서 1의 값을 갖는 상수라는 것이 이 정의에 내포되어 있다.